# Hana’a Omar
Hana’a Ramadhan Omar (* 3. Januar 1983) ist eine ehemalige ägyptische Leichtathletin, die sich auf den Speerwurf spezialisiert hat und aktuell Inhaberin des Landesrekordes ist. Ihren größten Erfolg feierte sie mit dem Gewinn der Bronzemedaillen bei den Afrikameisterschaften 2008 und 2010.

## Sportliche Laufbahn
Erste internationale Erfahrungen sammelte Hana’a Omar vermutlich im Jahr 2000, als er bei den Juniorenweltmeisterschaften in Santiago de Chile mit einer Weite von 42,14 m in der Qualifikationsrunde ausschied. Im Jahr darauf gewann sie bei den Arabischen Meisterschaften in Damaskus mit 46,49 m die Bronzemedaille hinter der Tunesierin Aïda Sellam und ihrer Landsfrau Muna Mustafa Youssef und siegte mit 45,30 m bei den Juniorenafrikameisterschaften in Réduit. 2002 verpasste sie bei den Juniorenweltmeisterschaften in Kingston mit 46,19 m den Finaleinzug, ehe sie bei den Afrikameisterschaften in Radès mit 49,01 m den fünften Platz belegte. Im Jahr darauf siegte sie mit 54,03 m bei den Arabischen Meisterschaften in Amman und belegte bei den Afrikaspielen in Abuja mit 47,24 m den siebten Platz. 2005 verteidigte sie bei den Arabischen Meisterschaften in Tunis mit 52,00 m ihren Titel und im Jahr darauf belegte sie bei den Afrikameisterschaften in Bambous mit 49,90 m den fünften Platz. 2007 siegte sie mit 48,56 m bei den Arabischen Meisterschaften in Amman und gewann im Dezember auch bei den Panarabischen Spielen in Kairo mit 48,28 m die Goldmedaille. Im Jahr darauf gewann sie bei den Afrikameisterschaften in Addis Abeba mit 52,32 m die Bronzemedaille hinter der Südafrikanerin Sunette Viljoen und Lindy Leveaux-Agricole von den Seychellen. 2009 gewann sie bei den Spielen der Frankophonie in Beirut mit 55,89 m die Silbermedaille hinter Leveaux-Agricole von den Seychellen und anschließend siegte sie bei den Arabischen Meisterschaften in Damaskus mit neuem Meisterschaftsrekord von 56,09 m. Im Jahr darauf gewann sie bei den Afrikameisterschaften in Nairobi mit 55,14 m die Bronzemedaille hinter den Südafrikanerinnen Sunette Viljoen und Justine Robbeson. Anschließend gelangte sie beim IAAF Continental Cup in Split mit 58,16 m auf den vierten Platz. Im Juni desselben Jahres stellte sie in Kairo mit 58,60 m einen neuen Landesrekord auf. 2011 gewann sie bei den Panarabischen Spielen in Doha mit 43,72 m die Bronzemedaille hinter ihrer Landsfrau Reda Adel Ahmed und Sihem Marrakchi aus Tunesien. Daraufhin beendete sie ihre aktive sportliche Karriere im Alter von 28 Jahren.
2007 wurde Omar ägyptische Meisterin im Speerwurf.